# Hymenophyllum mnioides
Hymenophyllum mnioides är en hinnbräkenväxtart som beskrevs av Bak. Hymenophyllum mnioides ingår i släktet Hymenophyllum och familjen Hymenophyllaceae. Inga underarter finns listade.